# Osvald Rosendahl Langballe
Osvald Viggo Rosendahl Langballe (23. maj 1859 i København – 13. juli 1930 i København) var en dansk arkitekt, der opførte bygninger i en nationalromantisk stil med stor forkærlighed for detaljen og det gode håndværk.
Han var søn af snedkermester Christian Rosendahl Langballe og Karen Charlotte f. Lindemann, blev tømrerlærling og dimitteredes fra Teknisk Skole og Henrik Hagemanns tegnestue. Langballe blev optaget på Kunstakademiet i januar 1876 og tog afgang december 1882.
Langballe var i England 1878, Tyskland 1879, Sverige 1880 og Belgien 1881. Han modtog Akademiets rejsestipendium 1889, og hans rejser 1889-92 gik til Tyskland, Østrig, Frankrig og Italien (Det Danske Institut for Videnskab og Kunst i Rom).
Han vandt den lille guldmedalje 1887 og var medhjælper hos Ferdinand Meldahl ved opførelsen af Marmorkirken 1879-81, konduktør hos Ludvig Fenger ved opførelsen af Hillerød Amtssygehus 1883-84 og hos Vilhelm Dahlerup ved opførelsen af Glyptoteket 1892-1900 og Glyptotekets vinterhave 1905-06. 1907 blev han rådgivende arkitekt for Glyptoteket efter Dahlerups død.
Langballe var ansat ved Stadsarkitektens kontor i Københavns Kommune 1900-02 og var vurderingsmand i Østerbro Skyldkreds' 1. Vurderingsdistrikt 1915-24.
Han blev gift 14. december 1889 i København med Augusta Vilhelmine Frederiksen (18. september 1862 i København – 6. april 1948), datter af færgebestyrer Carl Frederik Frederiksen og Johanne Henriette f. Stybe. Han er begravet på Solbjerg Kirkegård.

## Udstillinger
- Charlottenborg Forårsudstilling 1887, 1890, 1902, 1904, 1907, 1914, 1916-18 og 1923.
- Den Nordiske Industri-, Landbrugs- og Kunstudstilling i Kjøbenhavn 1888 (Møblement i Almuestil)
- Berlin 1910-11.

## Værker
(alle i København)
- Den katolske Sankt Annæ Kirke og Skole på Amager (1902-03, s. m. Emil Jørgensen, nedrevet)
- Gravmæle på Søndre Kirkegård i Thisted over C.F. Bendixsen (1903)
- De kongelige modtagelsespavilloner på Nordre Toldbod (1905, tilskrevet)[1]
- Østrigsgade Skole (1905-06)
- Holsteinsgades Kommuneskole, nu Langelinieskolen (1908-09)
- Otto Mønsted A/Ss kontorbygning i Rysensteensgade og fabrikbygning i Vasbygade (1911-12, præmieret 1914, fabrikken nedrevet 1981)
- Toldbygninger ved Århusgade i Københavns Frihavn (1915-17)
- Toldvagt 15 på Redmolen i Københavns Frihavn (1917, flyttet)
- Kabelbygning på Redmolen for Store Nordiske Telegrafselskab

### Projekter
- 2. præmie med tillægspris i konkurrence til ordning af Frederiksberg Allé med de to runddele (1915, s.m. Poul Johannes Børge)